# Kurba Mala
Koordinati:   43°55′23″N, 15°15′42″E
Kurba Mala je nenaseljen otoček v Kornatih. Otoček leži med skrajnim južnim rtom otočka Lavdare in Brušnjakom. Površina meri 0,423 km², dolžina obale je 3,86 km. Najvišji vrh, ki doseže višini 54 mnm, leži na vzhodni strani otočka.